# Campionato norvegese femminile di calcio
Il campionato norvegese femminile di calcio è un torneo riservato a squadre di calcio femminile suddiviso in sei livelli, costituito da un campionato nazionale, nei primi tre posto sotto l'egida della Federazione calcistica della Norvegia (Norges Fotballforbund - NFF), mentre gli inferiori sono gestiti dalle varie associazioni regionali. La Toppserien è la massima divisione calcistica della Norvegia per importanza ed è seguito nella gerarchia dalla 1. divisjon. Il sistema calcistico norvegese consiste in una serie di leghe legate tra di loro gerarchicamente tramite promozioni e retrocessioni. In ciascuna divisione le squadre si affrontano in un girone all'italiana con partite di andata e ritorno. Si assegnano tre punti alla squadra che vince una partita, un punto a ciascuna squadra in caso di pareggio e zero alla squadra sconfitta.

## Struttura
Il massimo livello è la Toppserien, divisione composta da 12 squadre, che assegna il titolo di campione di Norvegia. Dalla Toppserien vengono retrocesse in 1. divisjon le squadre classificate agli ultimi due posti della classifica finale. Il secondo livello è rappresentato dalla 1. divisjon, divisione creata nel 1996 e composta da 12 squadre. Le prime due classificate dell'1. divisjon vengono promosse in Toppserien, mentre le ultime due classificate sono retrocesse in 2. divisjon. Il terzo livello è rappresentato dalla 2. divisjon, composta da gironi con un numero variabile, fino a 12, di squadre ciascuno, suddivise su base geografica. Le squadre vincitrici dei nove gironi, le prime due del solo gruppo 1, si affrontano per definire le due squadre promosse in 1. divisjon, mentre le retrocessioni vengono singolarmente gestite dalle associazioni regionali.
| Livello | Divisione                                                                                           | Divisione                                                                                           | Divisione                                                                                           | Divisione                                                                                           | Divisione                                                                                           | Divisione                                                                                           | Divisione                                                                                           | Divisione                                                                                           |
| ------- | --------------------------------------------------------------------------------------------------- | --------------------------------------------------------------------------------------------------- | --------------------------------------------------------------------------------------------------- | --------------------------------------------------------------------------------------------------- | --------------------------------------------------------------------------------------------------- | --------------------------------------------------------------------------------------------------- | --------------------------------------------------------------------------------------------------- | --------------------------------------------------------------------------------------------------- |
| 1       | Toppserien (12 squadre)                                                                             | Toppserien (12 squadre)                                                                             | Toppserien (12 squadre)                                                                             | Toppserien (12 squadre)                                                                             | Toppserien (12 squadre)                                                                             | Toppserien (12 squadre)                                                                             | Toppserien (12 squadre)                                                                             | Toppserien (12 squadre)                                                                             |
| 2       | 1. divisjon (12 squadre)                                                                            | 1. divisjon (12 squadre)                                                                            | 1. divisjon (12 squadre)                                                                            | 1. divisjon (12 squadre)                                                                            | 1. divisjon (12 squadre)                                                                            | 1. divisjon (12 squadre)                                                                            | 1. divisjon (12 squadre)                                                                            | 1. divisjon (12 squadre)                                                                            |
| 3       | 2. divisjon Gruppe 1 (12 squadre)                                                                   | 2. divisjon Gruppe 2 (10 squadre)                                                                   | 2. divisjon Gruppe 3 (12 squadre)                                                                   | 2. divisjon Gruppe 4 (12 squadre)                                                                   | 2. divisjon Gruppe 6 (12 squadre)                                                                   | 2. divisjon Gruppe 7 (5 squadre)                                                                    | 2. divisjon Gruppe 8 (6 squadre)                                                                    | 2. divisjon Gruppe 9 (8 squadre)                                                                    |
| 4/5/6   | 3. divisjon, 4. divisjon e 5. divisjon divisioni regionali gestite dalle varie associazioni locali. | 3. divisjon, 4. divisjon e 5. divisjon divisioni regionali gestite dalle varie associazioni locali. | 3. divisjon, 4. divisjon e 5. divisjon divisioni regionali gestite dalle varie associazioni locali. | 3. divisjon, 4. divisjon e 5. divisjon divisioni regionali gestite dalle varie associazioni locali. | 3. divisjon, 4. divisjon e 5. divisjon divisioni regionali gestite dalle varie associazioni locali. | 3. divisjon, 4. divisjon e 5. divisjon divisioni regionali gestite dalle varie associazioni locali. | 3. divisjon, 4. divisjon e 5. divisjon divisioni regionali gestite dalle varie associazioni locali. | 3. divisjon, 4. divisjon e 5. divisjon divisioni regionali gestite dalle varie associazioni locali. |